# اکتبر (فیلم ۲۰۱۰)
«اکتبر» (اسپانیایی: Octubre‎) فیلمی در ژانر درام است که در سال ۲۰۱۰ منتشر شد.